# Événements de La Granja
Ne doit pas être confondu avec Mutinerie de la Granja de San Ildefonse.
Les événements de La Granja (en espagnol : sucesos de La Granja) eurent lieu en Espagne en septembre 1832, à la fin du règne de Ferdinand VII. Ils consistèrent en une tentative infructueuses des partisans de Charles de Bourbon, frère du roi, d'annuler la Pragmatique Sanction de 1789 (es) que Ferdinand VII avait rendu publique le 31 mars 1830, permettant aux femmes de régner si elles n'avaient aucun frère masculin, ce qui faisait de la fille du roi, Isabelle, âgée de presque deux ans, l'héritière légitime du trône, à la place de l’infant Charles. Les partisans de ce dernier, appelés les « carlistes », ne reconnurent pas Isabelle et, à la mort de Ferdinand, déclenchèrent une guerre civile, la première guerre carliste.
L'historien Josep Fontana a qualifié les événements de « tragi-comédie qui se déroula à La Granja durant une paire de semaines, du 14 septembre au 1er octobre 1832 ».

## Contexte: division des absolutistes et Pragmatique Sanction de 1830

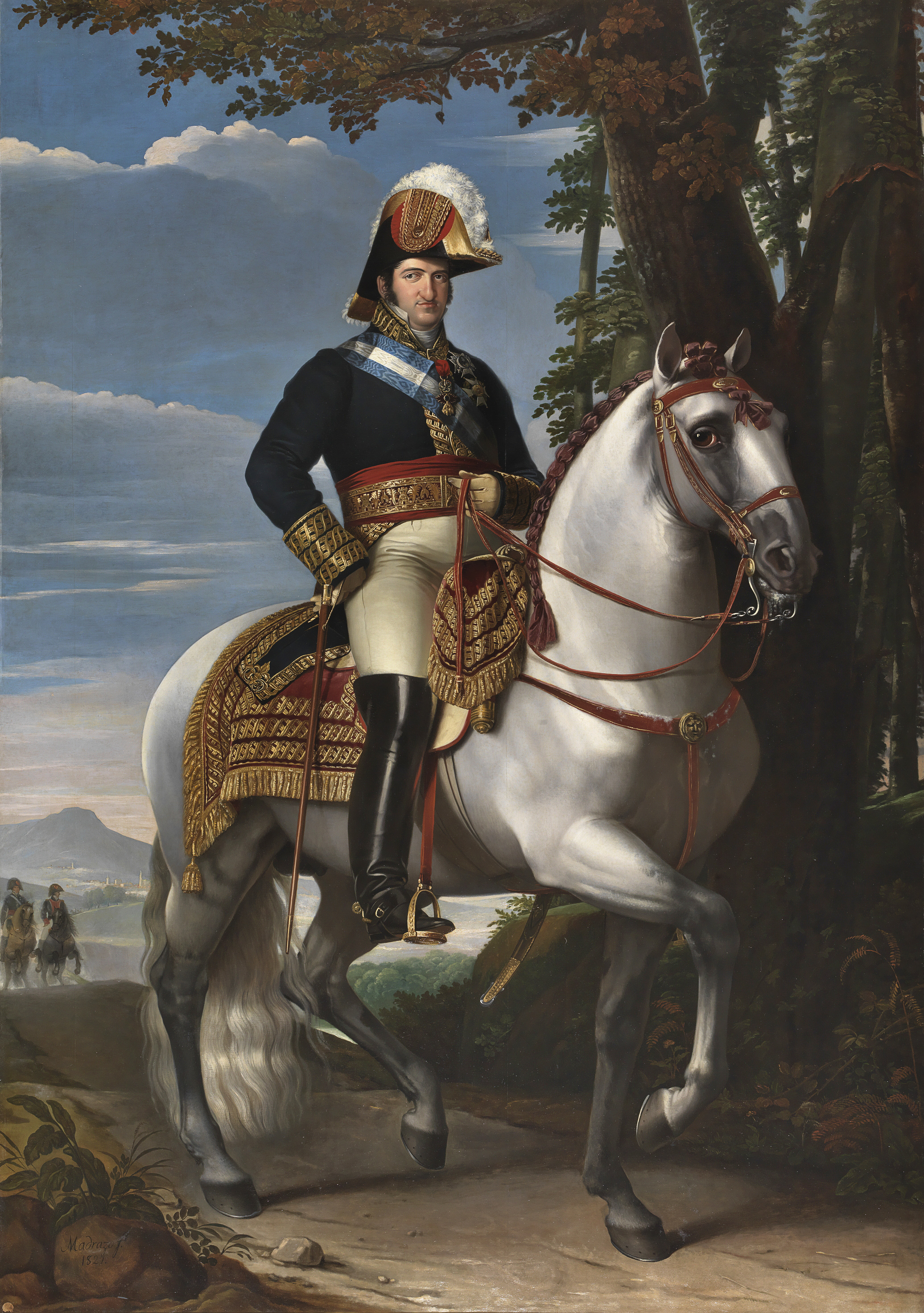
Portrait équestre de Ferdinand VII à cheval. 1829

Tout comme au cours du Triennat libéral (1820-1823) les libéraux s’étaient divisés entre « moderados » et « exaltados », pendant le deuxième restauration absolutiste — connue des libéraux sous le nom de « Décennie abominable » (1823-1833) — qui constitue la dernière étape du règne de Ferdinand VII, les absolutistes connurent une scission en deux factions : les absolutistes « réformistes » qui souhaitaient adoucir l'absolutisme en suivant les avertissements de la Sainte-Alliance, dont l'intervention militaire réalisée par la France au cours de l’Expédition d'Espagne avait mis fin en 1823 à la brève expérience de la monarchie constitutionnelle du Triennat, et les absolutistes « apostoliques » ou « ultras », qui défendaient la rétablissement complet de l'absolutisme, y compris celui de l'Inquisition que le roi Ferdinand VII, conseillé par les réformistes et sous la pression de la Saint-Alliance, n'avait pas rétabli après son abolition par les libéraux pendant le Triennat. Les ultras avaient dans le frère du roi, Charles de Bourbon, « Don Carlos » — l'héritier du trône car Ferdinand VII, après trois mariages, n'avait pas réussi à avoir de descendance — leur principal défenseur, raison pour laquelle ils commencèrent à être appelés « carlistes ».
Après la mort de sa troisième épouse, Marie-Amélie de Saxe, le roi annonça en septembre 1829 qu'il allait se remarier. Selon Juan Francisco Fuentes, il est très probable que la hâte du roi pour résoudre le problème de succession soit liée à ses doutes sur le rôle que jouait ces derniers temps son frère Charles de Bourbon. Ses problèmes de santé constants et son vieillissement prématuré — il n'avait que 45 ans en 1829 — ont dû le convaincre que le temps lui était compté. Selon son médecin, Ferdinand fit cette confession sans équivoque en privé : « Il est nécessaire que je me marie au plus vite ».
L’élue pour devenir sa femme fut la princesse napolitaine Marie-Christine de Bourbon-Siciles, sa nièce de 22 ans plus jeune que lui. Ils se marièrent par procuration le 9 décembre — le mariage fut ratifié le 11 — et le 31 mars suivant, le monarque rendait publique la Pragmatique Sanction de 1789 (es) approuvée au début du règne de son père Charles IV qui abolissait le règlement de succession de 1713 (es) qui avait établi en Espagne la loi salique, qui interdisait aux femmes de prétendre à la succession au trône. Ainsi, Ferdinand VII s’assurait que, s’il parvenait enfin à avoir une descendance, son fils ou sa fille lui succèderait. De cette manière, le roi s'assurait que, s'il avait finalement une descendance, son fils ou sa fille lui succéderait. Début mai 1830, un mois après la promulgation de la Pragmatique, la grossesse de Marie-Christine fut annoncée et le 10 octobre naquit une enfant, Isabelle, si bien que l’infant Charles de Bourbon fut privé de la succession qui jusque là lui incombait, à la grande consternation de ses partisans ultra-absolutistes. D'autre part, après le triomphe de la révolution de 1830 en France — qui ouvrit une période de monarchie constitutionnelle de Louis-Philippe Ier —, les libéraux espagnols exilés organisèrent et protagonisèren divers pronunciamientos, tous infructueux, pour rétablir la Constitution de 1812 et mettre fin à la monarchie absolue de Fernando VII. Le plus retentissant fut le pronunciamiento de Torrijos de décembre 1831, qui se solda par l'exécution de tous ses participants sans jugement ; quelques mois auparavant, Mariana Pineda fut exécutée au garrot.

## Déroulement

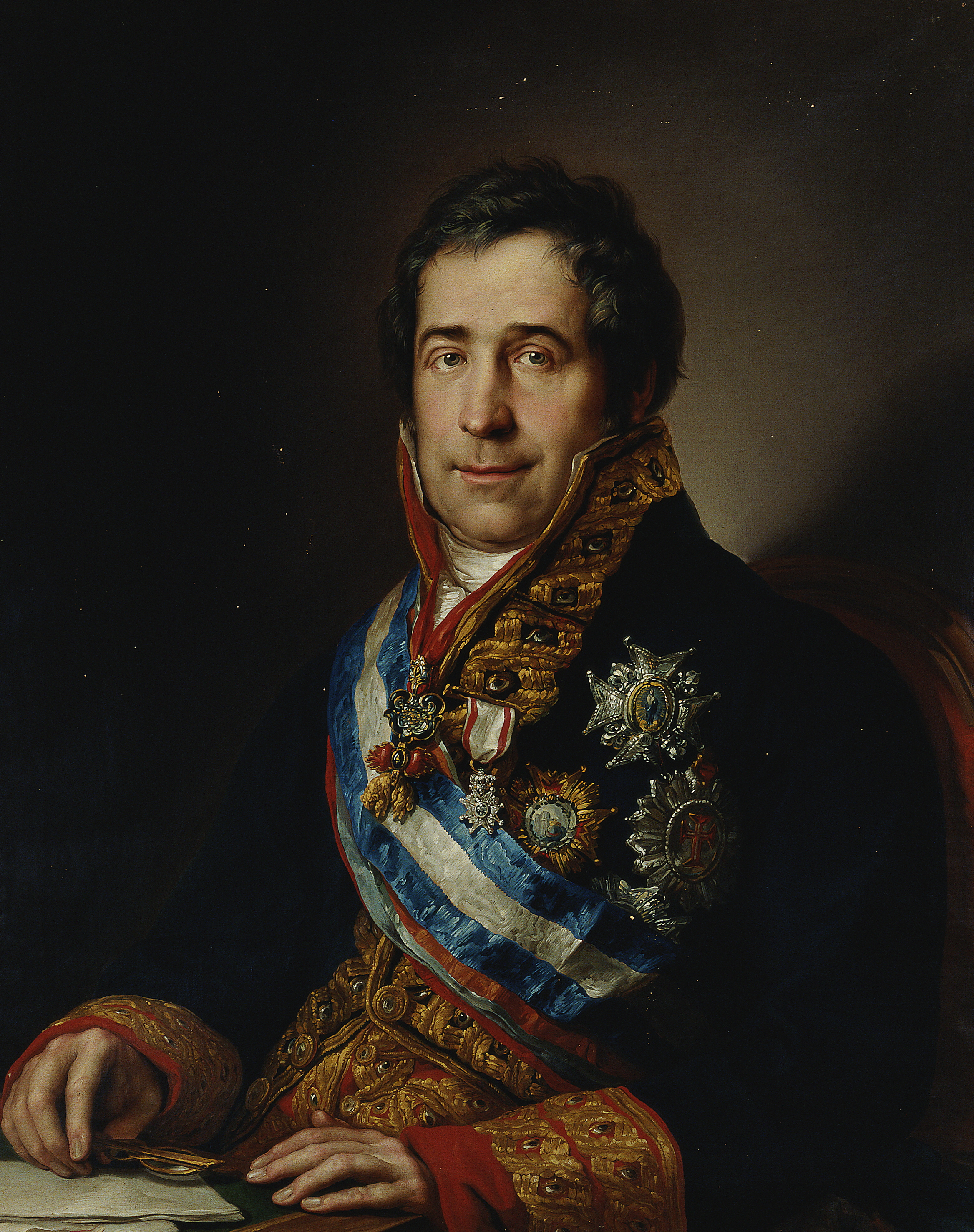
Portrait de Francisco Tadeo Calomarde, par Luis de la Cruz y Ríos (copie de Vicente López).

Les « carlistes », qui furent pris par surprise par la publication de la Pragmatique de 1789, ne se résignèrent à ce que la très jeune Isabelle devienne la future reine et préparèrent un mouvement insurrectionnel pour la fin de l'année 1830 qui fut déjoué par la police. À l'été de l'année suivante, ils tentèrent de profiter de l'occasion offerte la maladie du roi. Dans la nuit du 13 au 14 septembre 1832, le fragile état de santé de Fernando VII, qui était en convalescence dans son palais de La Granja (à Ségovie), s'aggrava. Craignant pour sa vie, le jour suivant, le 15, son confesseur lui administra l'extrême-onction.
La reine Marie-Christine, sous la pression des ministres « ultras » — le comte de La Alcudia et Calomarde  — et de l’ambassadeur du royaume de Naples Emidio Antonini — en connivence avec l'ambassadeur autrichien, Lazzaro Brunetti, qui manigançait dans l’ombre, et l’ambassadeur piémontais Clemente Solaro della Margarita —, et trompée par ces derniers qui lui assurèrent que l'armée ne l'appuierait pas dans sa régence lorsque mourrait le roi, et cherchant à éviter une guerre civile comme elle l’affirma ultérieurement, influença son époux afin qu’il révocât la Pragmatique Sanction du 31 mars 1830. Le 18 septembre, le roi signa l’annulation de la loi salique qui empêchait Don Carlos de prétendre au trône,. Celui-ci avait précédemment rejeté tout arrangement qui aurait impliqué de reconnaître sa nièce Isabelle comme héritière au trône — tel que la marier à un de ses fils ou qu'il soit le régent après la mort de son frère —. Le 18 septembre, à sept heures du soir, le roi signa l'annulation de la Pragmatique de la loi salique, de sorte que la règle qui interdisait aux femmes de régner était à nouveau en vigueur. Deux jours plus tard, Antonini écrivait fièrenemtn au chancelier autrichien Metternich : « Mon opinion, combattue à outrance, a prévalu et la nouvelle loi de succession a été révoquée ».
Toutefois, de façon inattendue, le roi recouvra la santé et le 1er octobre, avec l’appui d’une partie de la noblesse de cour, qui s’était rendue à La Granja pour éviter que les « carlistes » ne prennent le pouvoir, destitua le gouvernement, qui incluait les ministres qui avaient trompé son épouse. Le 31  décembre il annulait dans un acte solennel le décret dérogatoire qui n’avait jamais été publié — le roi l’ayant signé à condition qu'il n’apparaisse pas dans le bulletin officiel La Gaceta de Madrid jusqu’à sa mort — mais que les carlistes s’étaient chargés de divulguer. Ainsi, la princesse Isabelle, âgée de deux ans, devenait de nouveau héritière au trône,,,,.
Dans la déclaration du 31 décembre, le roi fit référence à « des hommes déloyaux et trompeurs qui entourèrent mon lit » et déclara également que la révocation de la Pragmatique de 1830 avait été signée dans un état de « trouble et de détresse » car il craignait que sa vie ne soit en danger, « mon âme royale ayant été surprise au moment de l'agonie causée par une grave maladie ». Dans de telles circonstances, il affirma qu’il n'était pas conscient de ses actes, car « en tant que roi, je ne pourrais pas détruire les lois fondamentales […], et en tant que père, je ne pourrais pas dépuiller librement de tels droits augustes et légitimes ma descendance ». Pour sa part, la reine Marie-Christine demanda à son frère, le roi Ferdinand II de Naples, de destituer l'ambassadeur Antonini pour l'avoir trompée (« il me dit que les chefs des troupes [de La Granja] étaient en faveur de Charles, qu'il y aurait beaucoup de sang versé, et peut-être celui de mes filles, au lieu de me dire qu'il savait que de nombreux fidèles étaient prêts à me défendre, comme les chefs de la troupe eux-mêmes lui avaient demandé de le dire, et qu'il n'y avait rien à craindre », écrivit la reine à son frère),.

## Conséquences
Le nouveau gouvernement dirigé par l'absolutiste « réformateur » Francisco Cea Bermúdez en tant que secrétaire d'État, et dont les « ultras » avaient été écartés, prit immédiatement une série de mesures pour favoriser un rapprochement avec les libéraux « modérés », amorçant ainsi une transition politique qui se poursuivit après la mort du roi sous la régence de Marie-Christine. Il s'agissait de la réouverture des universités, fermées par le ministre Calomarde pour éviter la « contagion » de la Révolution de juillet 1830 en France et, surtout, de la promulgation d'une amnistie le jour même de sa formation, le 1er octobre 1832, autorisant le retour en Espagne d'une partie importante des libéraux exilés. De plus, le 5 novembre, il créa le nouveau ministère de Fomento (es) (« équipement » ou « travaux publics »), un projet réformiste boudé par les ministres « ultras ».
À partir de leur éloignement du pouvoir, les ultraroyalistes, s'appuyant sur les Volontaires royalistes, s'opposèrent au nouveau gouvernement, et l’infant Charles lui-même refusa de reconnaître la nouvelle princesse des Asturies Isabelle en prêtant serment, si bien que Ferdinand VII l'obligea à quitter l'Espagne. Ainsi, le 16 mars 1833, le prétendant Don Carlos et sa famille se rendirent au Portugal. Finalement, le 20 juin 1833, la prestation de serment d’Isabelle en tant qu’héritière de la Couronne eut lieu. Quelques mois plus tard, le 29 septembre 1833, le roi Ferdinand VII mourut. Sa mort déclencha la première guerre carliste, une guerre civile pour la succession à la couronne entre les partisans d'Isabelle II et les carlistes, partisans de son oncle Charles.